# 了解严重侵犯人权行为真相权利和维护受害者尊严国际日
了解严重侵犯人权行为真相权利和维护受害者尊严国际日，为联合国大会设立在每年3月24日的纪念日，旨在教育、推广保护侵犯人权受害者的权利，并缅怀包括奥斯卡·罗梅罗主教在内的为人权事业做出巨大奉献的人们。
罗梅罗主教对人权事业的不断追求与奉献，导致他于1980年3月24日遭到枪击去世。2010年12月21日，联合国大会宣布3月24日为了解严重侵犯人权行为真相权利和维护受害者尊严国际日，并邀请所有会员国、联合国系统各组织和其他国际组织以及包括非政府组织在内的民间社会实体和个人以适当方式参与到纪念活动中。

## 拓展阅读
- 《保护所有人免遭强迫失踪国际公约》 （页面存档备份，存于）
- 《保护所有人不受强迫失踪宣言》 （页面存档备份，存于）